# Sora (Lazio)
Sora település Olaszországban, Lazio régióban, Frosinone megyében. Lakosainak száma 24 884 fő (2023. január 1.). Sora Arpino, Balsorano, Broccostella, Campoli Appennino, Castelliri, Isola del Liri, Monte San Giovanni Campano, Pescosolido és Veroli községekkel határos.

## Népesség
A település lakossága az elmúlt években az alábbi módon változott:
| Lakosok száma | 26 057 | 25 972 | 24 884 |
|               | 2017   | 2018   | 2023   |